# زواج مفتوح
الزواج المفتوح هو شكل من أشكال الزواج اللا أحادي يوافق فيه شركاء الزواج الديني على أنه يجوز لكل منهم أن ينخرط في علاقات جنسية خارج إطار الزواج، دون اعتبار ذلك خيانة لهما، والتفكير في، أو إقامة، علاقة مفتوحة بالرغم من عقد زواج احادي. وتعتبر هذه العلاقة هي علاقة زنى التي ترفضها الديانات الإبراهيمية والعديد من الدول والمجتمعات وتعاقب عليه بشدة. كما هي تعتبر حالة طبيعية في بلدان ومجتمعات أخرى.

## مشاكل العلاقة
يختلف تأثير الزواج المفتوح على العلاقات بين الأزواج. بعض الأزواج يبلغون عن مستويات عالية من الرضا الزوجي ولديهم زيجات مفتوحة طويلة الأمد. الأزواج الآخرون يتركون نمط حياة الزواج المفتوح ويعودون إلى الزواج الأحادي. قد يستمر هؤلاء الأزواج في الاعتقاد بأن الزواج المفتوح طريقة صالحة للحياة، وليس فقط بالنسبة لهم.
لا يوجد أي دراسات تبحث عن مدى مساهمة الزواج المفتوح فعليًا في الطلاق. يلاحظ بلومشتاين وشوارتز ارتفاع خطر الطلاق بين الأزواج الذين يمارسون الجنس خارج نطاق الزواج، حتى لو وافق الزوجان على السماح بممارسة الجنس خارج نطاق الزواج. ومع ذلك، لم يلاحظ روبن وآدمز أي فرق كبير في خطر الطلاق للأزواج في الزيجات المفتوحة والأزواج في الزواج الأحادي الجنسي.

### قضايا الغيرة
خلصت دراسة أجريت عام 1981 إلى أن حوالي 80 في المائة من الأشخاص الذين يعيشون في زيجات مفتوحة يعانون من الغيرة بسبب علاقاتهم خارج إطار الزواج. وآشارت الدراسات إلى أن نسبة الغيرة في الزيجات المفتوحة أعلى من الزواج الأحادي.
وجد مارتن واينبرج وكولين ج. ويليامز ودوغلاس بريور أن 77 في المئة من المخنثين في العلاقات الجنسية المفتوحة لديهم شركاء عانوا من الغيرة في مرحلة ما. وقالت المجموعة الأكبر، التي بلغت 46.2 في المائة، إن شركائها عانوا من الغيرة قليلاً. وقال 30.8 في المئة المتبقية شركاؤهم شهدت الغيرة معتدلة إلى كبيرة. (قد لا تتعميم هذه النتائج على الأزواج من جنسين مختلفين، حيث أن معظم الموضوعات لم تكن متزوجة. بالإضافة إلى ذلك، فإن المخنثين غالبًا ما يشعرون بالغيرة من الشركاء الخارجيين من جنسهم. «يقال إن الشركاء الأساسيين يشعرون بالغيرة أكثر من شريكهم» الخارجي «من جنسهم - على سبيل المثال، الرجل الذي كان شريكه الأساسي امرأة كان يقول إنها أكثر غيرة من علاقاته مع نساء أخريات. كان المنطق الذي يكمن وراء ذلك هو أن الشخص من نفس الجنس يمكن أن يلبي احتياجات مماثلة وبالتالي يحل محلها. شخص من الجنس الآخر لن يتنافس بهذه الطريقة، مما يلبي مجموعة مختلفة من الاحتياجات لشريكه». (وينبرغ، وليامز، وبراور، 1995، صفحة 108)

### القواعد الأساسية
عادة ما يتبنى الأزواج المنخرطون في الزواج أو العلاقات المفتوحة مجموعة من القواعد الأساسية لتوجيه أنشطتهم.
وضع قواعد أساسية في العلاقات للشركاء تسمح بتنسيق سلوكياتهم، بحيث يحققون أهدافًا مشتركة بتضارب أقل. بعض القواعد الأساسية هي شاملة بمعنى أنها تنطبق على جميع العلاقات تقريبًا في ثقافة معينة. تنطبق القواعد الأساسية الأخرى على أنواع معينة من العلاقات، مثل الصداقات أو الزيجات. لا تزال هناك قواعد أساسية أخرى مصممة لإدارة التنافس والغيرة الرومانسية. تميل القواعد الأساسية التي اعتمدها الأزواج الأحاديون منع السلوكيات التي ينظر إليها المشاركون على أنها أعمال خيانة.
تميل القواعد الأساسية التي يعتمدها الأزواج المنفتحين جنسياً إلى حظر السلوكيات التي تثير الغيرة أو المخاوف المتعلقة بالصحة الجنسية. يمكن للشركاء تغيير القواعد الأساسية لعلاقاتهم بمرور الوقت. أحد الأمثلة على تغيير القاعدة الأساسية يتضمن المكان الذي يقرر فيه الزوجان الانفصال دون طلاق ومع ذلك، قد يختارون مواصلة المعاشرة.

### آثارها في المجتمع
يميل الأزواج الذين لديهم أنماط مختلفة من الزواج المفتوح إلى القيام بفصل ذاتي من أجل العثور على الآخرين الذين يتشاركون في فلسفات واهتمامات مماثلة، والتي ساهمت على الأرجح في تطوير مجتمعات متعددة الزوجات والمتأرجحة. توفر هذه الموارد المعلوماتي والدعم، حتى لو كان الزوجان المعينان في زواج مفتوح لا يمكنهم رؤية أنفسهم ينضمون إلى أي مجتمع. قد لا يكون لدى بعض الأزواج تفضيل قوي لأي من أنماط الزواج المفتوح، والشعور بالتساوي في المنزل سواء في المجتمع.
قد يختلف الشركاء المتزوجين في تفضيلاتهم. قد يفضل أحد الشركاء أسلوب الزواج المفتوح والمشاركة في مجتمع «الحب المتعدد»، بينما قد يفضل الشريك الآخر أسلوب الزواج المتأرجح والمشاركة في مجتمع التأرجح. الاختلافات في تفضيلات الزوجين والتفضيلات الفردية وبالتالي يمكن أن يؤدي إلى تداخل بين مجتمعات الحب المتعدد والمجتمعات المتأرجحة.

### دلائل على رفض الممارسة
تظهر الدراسات الاستقصائية ارتفاعًا ثابتًا في رفض ممارسة الجنس خارج نطاق الزواج. يذكر هنت لفترة وجيزة ثلاثة استطلاعات أجريت في الستينيات رفضت فيها أغلبية كبيرة ممارسة الجنس خارج إطار الزواج تحت أي ظروف. تظهر استطلاعات أحدث أن 75-85 في المائة من البالغين في الولايات المتحدة لا يوافقون على ممارسة الجنس خارج نطاق الزواج. ويلاحظ وجود مستويات مماثلة من الرفض في المجتمعات الغربية الأخرى. قام كل من ويدمر وترياس ونيوكومب باستطلاع آراء حول أكثر من 33,500 شخص في 24 دولة ووجدوا أن 85 بالمائة من الناس يعتقدون أن ممارسة الجنس خارج نطاق الزواج كانت «دائمًا» أو «دائمًا تقريبًا» خطأ.
يعزى الكثير من هذا الرفض إلى «أسباب دينية وأخلاقية».
تبين الأدلة على الرفض الاجتماعي القوي للزواج المفتوح. الغالبية العظمى من الناس في المجتمعات الغربية لا يوافقون على ممارسة الجنس خارج نطاق الزواج بشكل عام، وتشعر غالبية كبيرة بأن الزواج المفتوح هو أمر خاطئ حتى عندما يوافق الزوجان على ذلك. يقول تسعة من كل عشرة أشخاص أنهم لن يفكروا مطلقًا في الزواج المفتوح لأنفسهم.

### اعتراضات دينية
يعترض بعض النقاد على فتح الزيجات على أساس أن الزيجات المفتوحة تنتهك المبادئ الدينية.
عمومًا، لا يميل الشركاء غير المتزوجين إلى أن يكونوا متدينين للغاية. لاحظت مراجعة أجريت عام 1998 أنه عبر الدراسات المختلفة، ادعى معظم العهرة (حوالي الثلثين) أنهم لا ينتمون إلى أي ديانة.

### المخاوف الصحية
ممارسة الجنس مع عدد أكبر من الشركاء يزيد من خطر الإصابة بالأمراض المنقولة جنسياً. كشفت دراسة أجريت عام 1985 أن 33 في المائة من العهرة الذكور و 10 في المائة من العهرة الإناث يدعون أنهم يخشون هذه المخاطر. في دراسة أخرى تصدرت الأمراض التي تنتقل عن طريق الاتصال الجنسي قائمة عيوب التأرجح، وأعرب 58 في المائة من العهرة عن بعض الخوف من فيروس نقص المناعة البشرية / الإيدز. قرر بعض الأزواج التسرب من أنماط الحياة الزوجية المفتوحة، وأصبحوا أحاديي الزواج استجابة لفيروس نقص المناعة البشرية / الإيدز.

### مخاوف نفسية
يعتبر العديد من المؤلفين أن الزيجات المفتوحة مدمرة نفسياً. يزعمون أن عدم الزواج الأحادي الجنسي يصعب على معظم الأزواج إدارته، كما أن علاقاتهم تعاني نتيجة لذلك.

### فقدان الدعم الاجتماعي
بسبب الرفض الاجتماعي القوي للزيجات المفتوحة، يحاول الأشخاص في الزيجات المفتوحة إخفاء نمط حياتهم عن أسرهم وأصدقائهم وزملائهم.

### قضايا قانونية
سواء كان الزواج المفتوح مع علم أو موافقة أو تشجيع الشركاء، فقد تظل هذه الممارسة تعتبر ممارسة جنسية خارج نطاق الزواج وهي من أنواع الزنا، والتي هي غير قانونية في بعض البلاد والمجتمعات.